# Borneose zonnedas
De Borneose zonnedas (Melogale everetti) is een roofdier uit de familie van de marterachtigen (Mustelidae). 

## Kenmerken
Ze worden ongeveer 33-43 cm lang en wegen ongeveer 1-3 kg. 

## Voortplanting
Na een draagtijd van 57-80 dagen worden 1-5 jongen geboren.

## Verspreiding
Deze soort komt alleen voor op Mount Kinabalu in het noorden van Borneo, op hoogtes van 1000 tot 3000 meter.